# Йокнеам (мошава)
Йокнеам (ивр. יקנעם‎) — мошава в Израиле в западной части Изреельской долины, находящееся в юрисдикции регионального совета Мегидо. 
Расположена в Нижней Галилее, в 30 км к юго-востоку от Хайфы и рядом с городом Йокнеам-Илит.

## История
Мошава была основана в 1935 году репатриантами из Европы и Ирака, а также примкнувшими к ним коренными жителями и управляется местным комитетом. Йокнеам задумывался как большой поселок, в котором будут жить сотни семей, но постепенно превратился в сельскохозяйственное поселение, которое со временем сохранило свой сельский характер вместе с поглощением несельскохозяйственных семей.
Мошава Йокнеам была названа в честь библейского поселения «Йокнеам», упомянутого в Книге Иисуса Навина.

## Население
По данным Центрального статистического бюро Израиля, население на начало 2020 года составляло 1 401 человек.